# Шон Сеймур-Коул
Шон Сеймур-Коул (англ. Sean Seymour-Cole; нар. 2 червня 1966) — колишній британський тенісист.
Найвищу одиночну позицію світового рейтингу — 325 місце досяг 21 грудня 1992, парну — 204 місце — 26 квітня 1993 року.

## Титули на челленджерах

### Парний розряд: (1)
| Ранг | Рік  | Турнір           | Покриття | Партнер    | Суперники                | Рахунок  |
| ---- | ---- | ---------------- | -------- | ---------- | ------------------------ | -------- |
| 1.   | 1991 | Какеґава, Японія | Трава    | Он Коллінз | Флоріан Крумрей Рон Ворд | 7–6, 7–6 |